# Mulheres de Atenas

Parecer da censura da música Mulheres de Atenas pelo Serviço de Censura de Diversões Públicas em 1976. Documento sob a guarda do Arquivo Nacional

Mulheres de Atenas é uma canção de Chico Buarque e Augusto Boal composta em 1976 para a peça de Boal intitulada Lisa, a Mulher Libertadora. Foi lançada oficialmente no álbum Meus Caros Amigos, de 1976.